# 愛知県道261号半田東浦線
愛知県道261号半田東浦線（あいちけんどう261ごう はんだひがしうらせん）は、愛知県半田市から同県知多郡東浦町に至る一般県道である。

## 概要

### 路線データ
- 起点：愛知県半田市乙川吉野町（愛知県道265号碧南半田常滑線交点）
- 終点：愛知県知多郡東浦町藤江（国道366号・愛知県道23号東浦名古屋線交点）

## 沿革
- 1995年（平成7年）4月1日：認定[1]

## 地理

### 通過する自治体
- 愛知県
  - 半田市
  - 知多郡
    - 東浦町

### 交差する道路
- 愛知県道265号碧南半田常滑線（乙川吉野町交差点）
- 愛知県道464号南粕谷半田線（美原町交差点）
- 愛知県道46号西尾知多線（東生見町交差点）
- 国道366号（師崎街道）（稲穂町交差点 - 藤江交差点で重複）
- 愛知県道23号東浦名古屋線（藤江交差点）

### 沿線
- JR武豊線 乙川駅
- 半田市立乙川小学校
- 半田市立乙川中学校
- 日本福祉大学（半田キャンパス）
- 愛知県立半田東高等学校
- 半田市立有脇小学校
- 知多リハビリテーション病院